# Jakika
Jakika ist ein Verwaltungsbezirk (Ward) des Distrikts Tunduru in der tansanischen Region Ruvuma.

## Geografie
Jakika liegt im Süden von Tansania etwa 160 Kilometer Luftlinie östlich von Songea und 60 Kilometer nordwestlich der Distrikthauptstadt Tunduru. Das hügelige Gebiet liegt im Süden etwa 600 Meter über dem Meer und steigt nach Norden auf 800 Meter an.
Der Bezirk grenzt im Norden an den Distrikt Liwale in der Region Lindi, im Osten an den Bezirk Ligunga, im Süden an Matemanga und im Westen an Kalulu. Bei der Volkszählung 2022 lebten 3902 Menschen in 956 Haushalten auf einer Fläche von 719 Quadratkilometern.

## Gliederung
Der Bezirk besteht aus vier Gemeinden (Mtaa) mit 25 Orten (Kitongoji):
| Kajima - Sisi Kwa Sisi - Mchangani - Muungano - Tulingane - Mshikamano - Msamaha - Tulieni | Kindamba - Amani - Kazamoyo - Tulieni - Chiwende - Kaloleni - Tuleane - Juhudi | Jakika - Uhulo - Kipeleke - Msikitini | Jaribuni - Shuleni - Miembeni - Magenge - Muungano - Misufini - Minazini - Temeke - Mchangani |

## Wirtschaft und Infrastruktur
- Bildung: Im Bezirk gibt es keine weiterführende Schule.[8]
- Gesundheit: In der Gemeinde Kajima liegt eine staatliche Apotheke.[9]